# Блиск

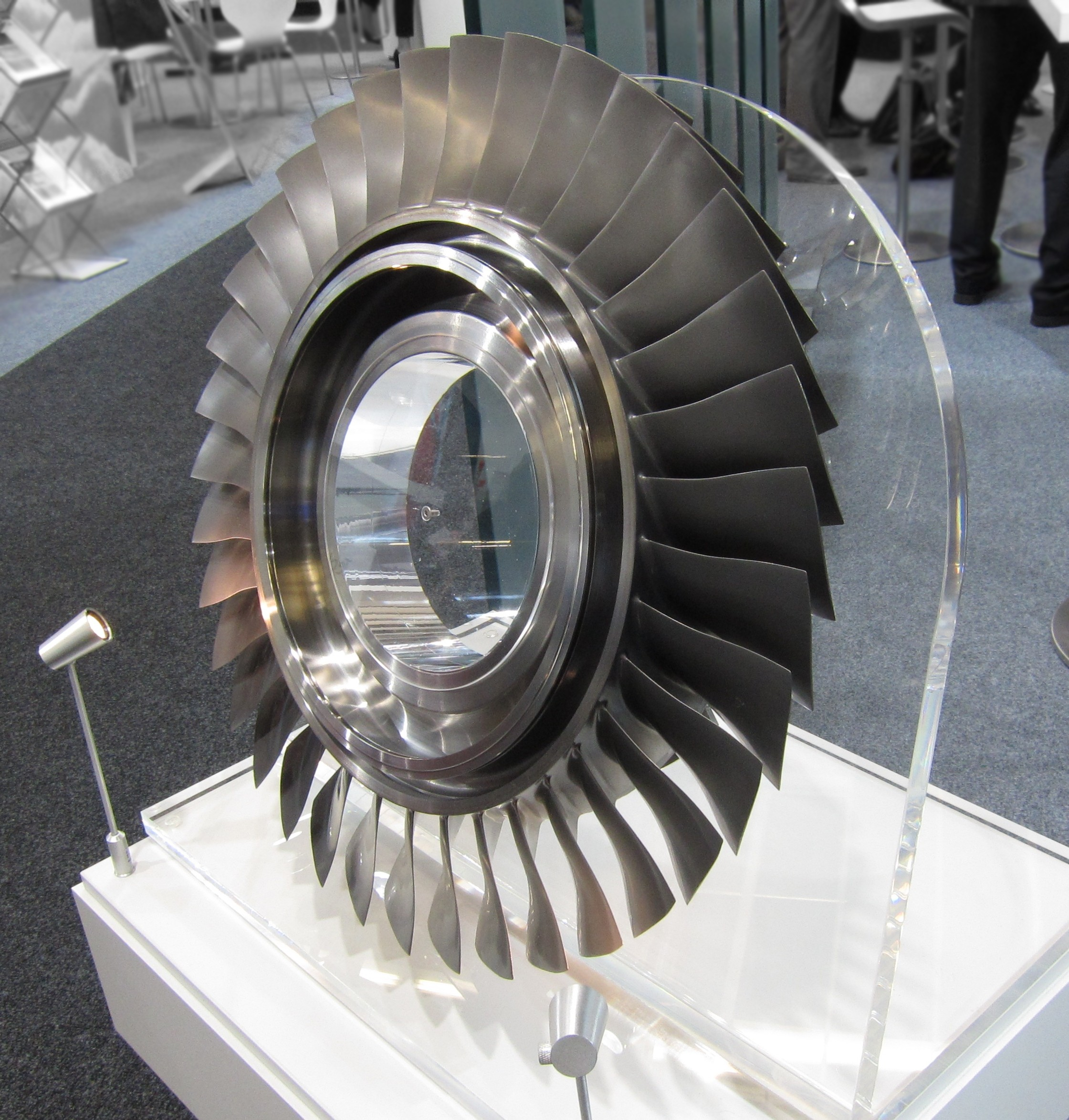
Монолитное колесо компрессора, изготовленное на станке с ЧПУ

Блиск (англ. bladed disk) — ступень компрессора, лопатки которой составляют единое целое с диском ротора. Как правило, производится из цельной металлической заготовки или методом вплавления уже готовых лопаток в диск ротора. Такое решение позволяет значительно уменьшить массу компрессора, причём снижение массы становится ещё более существенным при изготовлении пустотелых лопастей.
В зависимости от реализации, блиски могут быть на 10-20 % легче ступеней многосоставной конструкции за счёт отсутствия замковых соединений.

## Использование
Блиски применяются при производстве высоконагруженных реактивных двигателей для военной и гражданской авиации: Pratt & Whitney F119, Pratt & Whitney F135, российский ПД-14. 